# Hollywood Invasion
Hollywood Invasion è un film documentario del 2011 diretto da Marco Spagnoli. 

## Trama
La pellicola descrive l'Italia, Cinecittà e il cinema italiano, nonché il resto del cinema europeo, ma anche statunitense, nei trent'anni di cinema dal 1950 al 1980 durante il cosiddetto periodo della  Hollywood sul Tevere. Vengono illustrate inoltre i cambiamenti culturali, politici e sociali che hanno toccato l'Italia e il suo cinema negli anni della Dolce Vita. Il film è basato sulle documentazioni degli archivi NBCUniversal. Riceve anche una nomination al premio Focal nel 2011.

## Distribuzione
Il film è uscito nelle sale cinematografiche italiane nel 2011.

## Riconoscimenti
- premio Focal (2011)
  - Candidatura